# Selidosema atraria
Selidosema atraria là một loài bướm đêm trong họ Geometridae.